# Madina (Serra Leoa)
Madina é uma cidade da Serra Leoa.